# Hochland
Hochland is een Duits historisch merk van motorfietsen.
De bedrijfsnaam was: Gebr. Emslander Motorenfabrik, Landshut, Bayern.
De gebroeders Emslander begonnen in 1926 met de bouw van 496cc-tweecilinder-boxermotoren met kopkleppen. Hochland was een klein merk dat het moest hebben van klandizie in de eigen regio. Het merk verdween echter waarschijnlijk weer binnen een jaar. Duitse merken die zware, dure modellen leverden hadden moeite om te overleven en Hochland had dichtbij in München concurrentie van BMW, dat in 1926 zowel 500cc-zijkleppers (de R 42) als kopkleppers (de R 47) op de markt bracht.